# Stanisław Nowogrodzki
Stanisław Nowogrodzki (ur. 12 sierpnia 1908 w Krzeszowicach, zm. 1 lipca 1942 w Mauthausen) – polski historyk, mediewista.

## Życiorys
Absolwent Uniwersytetu Jagiellońskiego, doktorat (Pomorze Zachodnie a Polska w latach 1323-1370. Między Luksemburgami, Wittelsbachami a Polską) w 1934 pod kierunkiem Jana Dąbrowskiego. Działacz Stronnictwa Narodowego. W czasie okupacji niemieckiej był czynny w pracy podziemnej. Aresztowany, zginął w niemieckim obozie koncentracyjnym.

## Publikacje
- Między Luksemburgami, Wittelsbachami a Polską (Pomorze Zachodnie a Polska w latach 1323-1370, Gdańsk: Towarzystwo Przyjaciół Nauki i Sztuki w Gdańsku 1936.
- Rządy Zygmunta Jagiellończyka na Śląsku i w Łużycach (1499-1506), Kraków: PAU 1937 (wyd. 2 – edycja i przygotowanie tekstu Artur Gajewski, Oświęcim: Wydawnictwo Napoleon V 2015).
- Polityka Kazimierza Wielkiego wobec północnego handlu Polski, Gdynia: Instytut Bałtycki 1939.
- Zabór Śląska w XIV wieku, Katowice: Sekcja Dydaktyczna Oddziału Śląskiego Polskiego Towarzystwa Historycznego 1939.